# Mehetia
Mehetia (o también Meetia; Meheti’a en tahitiano normalizado) es una isla del grupo del Viento de las islas de la Sociedad, en la Polinesia Francesa. Está situada a 110 km al este de Tahití.
La isla es un volcán muy joven que se encuentra en una zona todavía muy activa con movimientos sísmicos. La altitud máxima se encuentra en el cráter del monte Fareura a 435 m. La superficie total es de 2,3 km². Desde el principio del siglo XX está deshabitada y hoy en día es de propiedad privada.

## Historia
Históricamente la isla era habitada y controlada por los cabecillas de Taiarapu, la península al sureste de Tahití. Se utilizaba como punto intermedio de comercio entre Tahití y las islas Tuamotu, que proporcionaban perlas y nácar. Al encontrarse inmediatamente al este de Tahití, fue un punto de paso de los navegantes europeos desde América hasta Tahití. El primer europeo en visitarla fue el inglés Samuel Wallis en 1767. La llamó Osnaburg Island en honor a segundo hijo del rey Jorge III, Frederick Augustus obispo de Osnabruck en Hanover, Alemania. Al año siguiente llegó el francés Louis Antoine de Bougainville que llamó a la isla Le Boudoir. No está claro el propósito de este nombre ya que en aquella época era la cámara íntima del ama de casa. Al pico volcánico lo llamó Boudeuse, nombre de su barco, y poco después José Andía lo llamaría cresta de San Cristóbal.
En esta época, siglo XVIII, la isla contaba con unos 1.500 habitantes, que fueron deportados por los piratas de Anaa en 1806. En el siglo XIX se utilizó como colonia penitenciaria y después quedó deshabitada. En 1986 sufrió un fuerte terremoto.